# Gebirgs-Sunda-Riesenratte

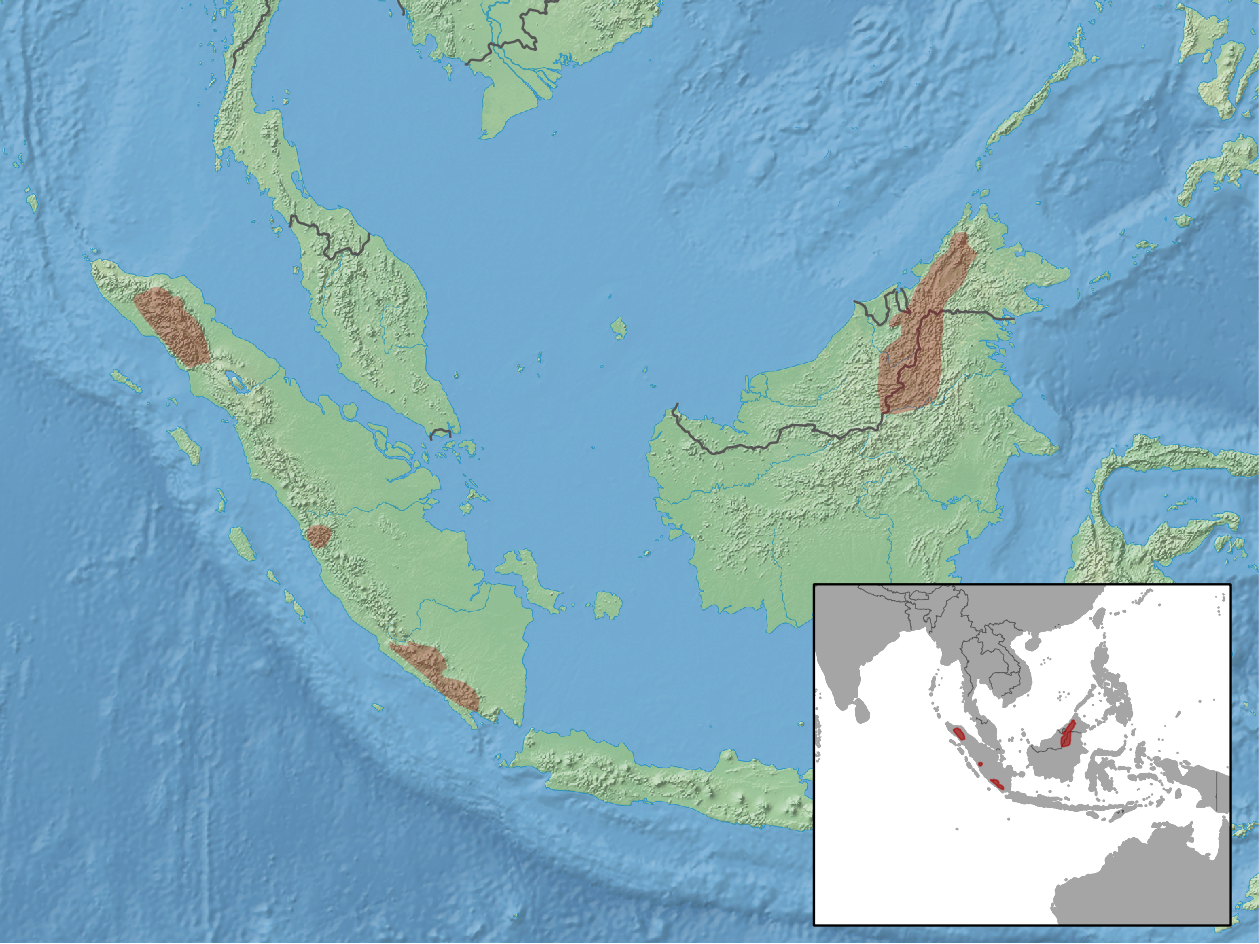
Verbreitungsgebiet der Gebirgs-Sunda-Riesenratte

Die Gebirgs-Sunda-Riesenratte (Sundamys infraluteus) ist ein Nagetier in der Gattung der Sunda-Riesenratten mit verstreuten Populationen auf den Großen Sundainseln. Die Art ist eng mit der Müller-Sunda-Riesenratte (Sundamys muelleri) und der Annandale-Ratte (Sundamys annandalei) verwandt.

## Merkmale
Dieses große Nagetier erreicht eine Kopf-Rumpf-Länge von 229 bis 282 mm, eine Schwanzlänge von 289 bis 343 mm und ein Gewicht von 468 bis 643 g. Es hat 55 bis 61 mm lange Hinterfüße und 22 bis 29 mm lange Ohren. Das schwarzbraune, weiche und lange Fell der Oberseite geht ohne deutliche Grenze in das dunkelgraue Fell der Unterseite mit typischer oranger Tönung über. Auf den langgestreckten Füßen befinden sich dunkelbraune Haare. Das Gesicht ist durch dunkle Ohren und sehr lange Vibrissen gekennzeichnet. Auf dem einheitlich dunkelbraunen Schwanz befinden sich nur wenige Haare. Bei den Populationen auf Sumatra sind die Zähne kräftiger und das Fell mehr wollartig als bei Exemplaren auf Borneo. Von den paarig angeordneten Zitzen der Weibchen befinden sich zwei auf der Brust und vier im Leistenbereich.

## Verbreitung und Lebensweise
Die Gebirgs-Sunda-Riesenratte lebt in verschiedenen Bergregionen im Westen Sumatras und im Norden Borneos. Sie hält sich zwischen 700 und 2930 Meter Höhe auf. Dieses Nagetier bewohnt immergrüne Wälder, andere feuchte Wälder mit Moosbewuchs und Wälder mit Eichen.
Die nachtaktiven Exemplare fressen hauptsächlich grüne Pflanzenteil sowie Zweige und Rinde. Eine mit Krabben als Köder besetzte Falle wurde von einem Individuum besucht. Zum Fortpflanzungsverhalten liegen keine Informationen vor.

## Gefährdung
In tieferen Lagen wirken sich Waldrodungen zur Gewinnung von Ackerflächen und Brennholz negativ aus. Vermutlich ist die Gesamtpopulation groß, obwohl genaue Angaben fehlen. Die IUCN listet die Art als nicht gefährdet (least concern).